# Arif Mirzayev
Arif Abdulla oglu Mirzayev (en azerí: Arif Abdulla oğlu Mirzəyev; Bakú, 10 de abril de 1944) es un pianista, organista y compositor de Azerbaiyán, que fue galardonado con el título “Artista de Honor de Azerbaiyán” en 2011.

## Biografía
Arif Mirzayev nació el 10 de abril de 1944 en Bakú. Estudió en la Academia de Música de Bakú en la clase de Qara Qarayev. También se graduó del Conservatorio de Moscú.
Arif Mirzayev fue miembro de las Uniones de Compositores de Rusia y Azerbaiyán desde 1979.
Es especialista en música de Johann Sebastian Bach.  También fue miembro de la "Nueva Sociedad Musical Internacional en nombre de Johann Sebastian Bach" en Leipzig desde 1994. Compuso numerosas  obras de música de cámara y creaciones instrumentales y vocales.
Actualmente vive en la ciudad de Fulda de Alemania.

## Premios y títulos
- Premio Estatal de la Federación de Rusia
- Artista de Honor de Azerbaiyán (2011)